# Orbán (fabricante de armas)
Orbán, también conocido como Urbano (muerto en 1453), fue un fundidor de hierro e ingeniero originario de Brassó (hoy Brașov, Rumania), que en 1453 fundió los cañones que el Imperio otomano utilizó en el sitio de Constantinopla.

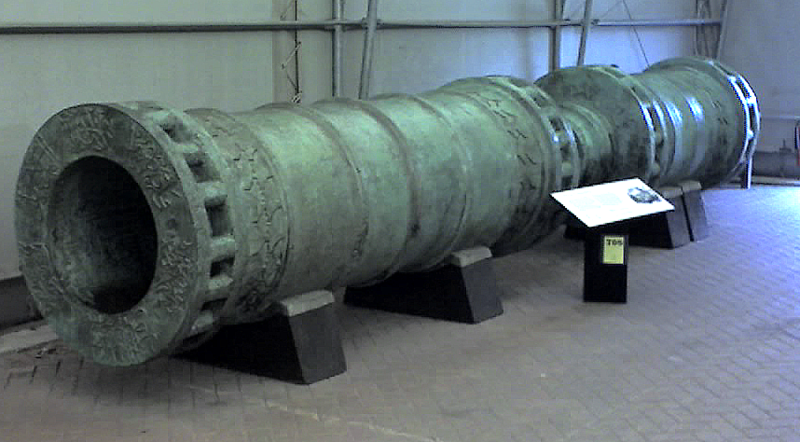
El Cañón de los Dardanelos, fundido en 1464 y basado en la bombarda fundida por Orbán que fue empleada en 1453 por los sitiadores otomanos de Constantinopla; colección de las Armadurías Reales británicas.

Según la mayor parte de los autores modernos, Orbán era húngaro, mientras que algunos eruditos también mencionan un posible origen alemán. Las teorías alternativas sugieren que era de origen valaco, siendo descrito por el historiador bizantino Laónico Calcocondilas como "dacio".
En 1452, ofreció sus servicios a los bizantinos, pero el emperador Constantino XI Paleólogo no podía permitirse su alto salario ni tampoco poseía los materiales necesarios para la construcción de un gran cañón de asedio. Orbán luego dejó Constantinopla y ofreció sus servicios al sultán otomano Mehmed II, quien estaba haciendo preparativos para sitiar la ciudad. Afirmando que su cañón podría derrumbar «los muros de la misma Babilonia», el sultán le proveyó a Orbán con abundantes fondos y materiales. El ingeniero logró construir el gigantesco cañón en tres meses en Adrianópolis, desde donde fue llevado hasta Constantinopla tirado por 15 pares de bueyes y con una compañía de 100 hombres. Mientras tanto Orbán también produjo otros cañones de menor tamaño para las fuerzas de asedio turcas.
La tecnología de la bombarda, que principalmente fue diseñada por fundidores alemanes para el Ejército húngaro, se había establecido entre 1400 y 1450 a lo largo de toda Europa occidental, transformando la guerra de asedio, con algunas piezas de la época como el Dulle Griet, el Mons Meg y el Pumhart von Steyr que aún existen.  
Orbán, junto con un equipo entero, habría fallecido durante el asedio cuando uno de sus grandes cañones explotó, lo cual no era un acontecimiento inusual en aquel entonces.